# 니시쿠로다촌
니시쿠로다촌(西黒田村)은 일본 시가현 사카타군에 설치되었던 촌이다. 현재의 나가하마시의 남동단에 해당한다.